# Jesen stiže, dunjo moja
Jesen stiže, Dunjo moja (serbi: Јесен стиже, дуњо моја) és una pel·lícula sèrbia del 2004 dirigida per Ljubiša Samardžić.
Va ser la presentació de Sèrbia i Montenegro als Premis Oscar de 2004 per l’ Oscar a la millor pel·lícula de parla no anglesa, però no va ser acceptada com a nominada.

## Argument
En algun lloc del Banat l'any 1914.
La infància despreocupada de Sava (Trifunović), Marija (Karan) i Petrašin (Đorđević) es veu interrompuda per l'inici de la Primera Guerra Mundial. Sava i Petrašin van en contra de la seva voluntat per servir a l'exèrcit de la monarquia austrohongaresa. Quatre anys després, la guerra havia acabat. Sava torna a casa. És rebut per Marija i el seu millor amic Petrašin, que va tornar de la guerra abans perquè va perdre el braç al front. L'amor ansiós de Sava i Maria es materialitza i es fa realitat. En el camí de la seva completa felicitat, el pare de Sava (Brajović) es va posar en el camí, que, a més de les seves tres filles, no vol "alimentar noves boques famolencs"! Després d'una baralla amb el seu pare, Sava abandona el poble i creua el Tisza fins a la ciutat. Maria continua enfurismada i impotent. A la ciutat, Sava troba feina al molí del ric Granfild (Ejdus). La seva filla Anica (Kovačević) va posar els seus ulls en Sava. El pare afectuós Granfild suggereix a la Sava que es casi amb l'Anica. En casar-se amb l'Anica, Sava esdevindria el gendre d'una respectable i vella família alsaciana, així com l'hereu d'una gran fortuna familiar.
Insegur de la seva decisió, Sava torna a marxar cap al seu poble natal, amb ganes de conèixer la Maria. No obstant això, va morir donant a llum el seu fill, que ara creix a la casa de Petrašin, la casa del padrí i millor amic de Sava, que mai no va acceptar l'amor no correspost que sentia per Maria. Marcats per l'experiència de la guerra i els amors infeliços, tant Sava com Petrašin es perden en les seves pròpies vides, al costat de la petita Dunja, a qui tots dos consideren la seva filla.

## Repartiment
- Branislav Trifunović - Sava Ladjarski
- Kalina Kovačević - Anica Granfild
- Marija Karan - Marija Stanimirovic
- Igor Đorđević - Kum Petrasin
- Marta Uzelac - Dunja
- Rada Đuričin - Savina majka
- Vojislav Brajović - Savin otac
- Predrag Ejdus - Gazda Granfild
- Renata Ulmanski - Gospodja Blavacki
- Slobodan Ninković - Timotije
- Milorad Mandić - Skeledzija
- Boris Milivojević - Ciganin
- Branimir Brstina - Vlasnik carde